# Jardin botanique indien
Le jardin botanique indien, officiellement rebaptisé Acharya Jagadish Chandra Bose Indian Botanic Garden en 2009 , est un vaste espace vert sis à Shibpur, dans la partie méridionale de Howrah, en bordure du fleuve Hooghly, en Inde. Fondé en 1786 il s’étend sur 109 hectares et compte aujourd’hui une collection de plus de 12000 plantes, dont certaines très rares. Il est géré par le ‘Botanical Survey of India’[BSI] dépendant du gouvernement fédéral de l’Inde.  

## Histoire
Sur proposition de Robert Kyd, colonel-ingénieur dans l’armée britannique des Indes, la Compagnie des Indes orientales décide en 1786 de la fondation d’un jardin où seraient rassemblés et identifiés arbres, plantes et herbes des Indes ayant une valeur économique ou médicinale, surtout dans le domaine des épices. C’est par le jardin botanique de Calcutta que furent introduits en Inde des plants de thé importés de Chine et qui développés et répandus en Assam et la région himalayenne, firent la renommée de ces régions. 
Le botaniste William Roxburgh, superintendant du jardin (appelé alors le ‘Company garden’), succède à Kyd en 1793. Il modifie la politique du jardin et veut en faire un herbier complet de l’Inde. Il rassemble systématiquement tout ce qui appartient au monde botanique des Inde britanniques. Sa collection de spécimens, plantes séchées ou vives, devient au fil du temps l’Herbier national du ‘Botanical Survey of India’, qui dénombrera pas moins de 2 500 000 espèces. Un premier catalogue en est fait en 1814, le ‘Hortus Bengalensis’. 
Si durant plus d’un siècle le jardin était surtout un lieu d’observation scientifique du monde botanique indien et de relaxation dominicale, depuis les années 1970 la direction a lancé un programme de recherche pour l’amélioration des plantes alimentaires du sous-continent indien ainsi que d’autres ayant une valeur économique plus directe. 
D’abord connu comme le ‘Company garden’, le jardin devint le ‘Calcutta garden’ puis reçut un patronage royal, le ‘Royal botanic garden’ qui, après l’indépendance de l'Inde fut rebaptisé ‘Indian botanic garden’ (1950). Il passe sous la direction du ‘Botanical survey of India’ en 1963. Plus récemment, en 2009, il fut à nouveau rebaptisé et est officiellement connu aujourd’hui sous le nom de ‘Acharya Jagadish Chandra Bose Indian Botanic Garden’ même si, pour tous à Calcutta, il reste simplement le ‘Botanical garden’. 

## Attractions
- La ‘plante’ la plus célèbre du jardin botanique est son ‘grand banian’ (Ficus bengalensis) qui semble bien pré-exister le jardin lui-même. Il aurait près de 250 ans. L’ensemble de ses racines aériennes descendant vers le sol, couvre une surface de 330 mètres de circonférence.  Considéré comme l’arbre le plus large au monde – bien que le tronc principal ait disparu – le grand banyan est l’attraction principale du jardin.

- Sur ses étangs, des lotus, fleurs que l’on voit rarement à l’état naturel.
- Des collections de rares orchidées, bambous, palmiers.
- Parmi les animaux sauvages du jardin : le chacal doré, la mangouste indienne, le renard du Bengale (vulpes bengalensis), sans compter les serpents...
- Le jardin est surtout un très grand espace vert public très fréquenté par les habitants de Calcutta, Howrah et ailleurs. Bordant le fleuve Hooghly sur plus d’un kilomètre et demi il est particulièrement attrayant.

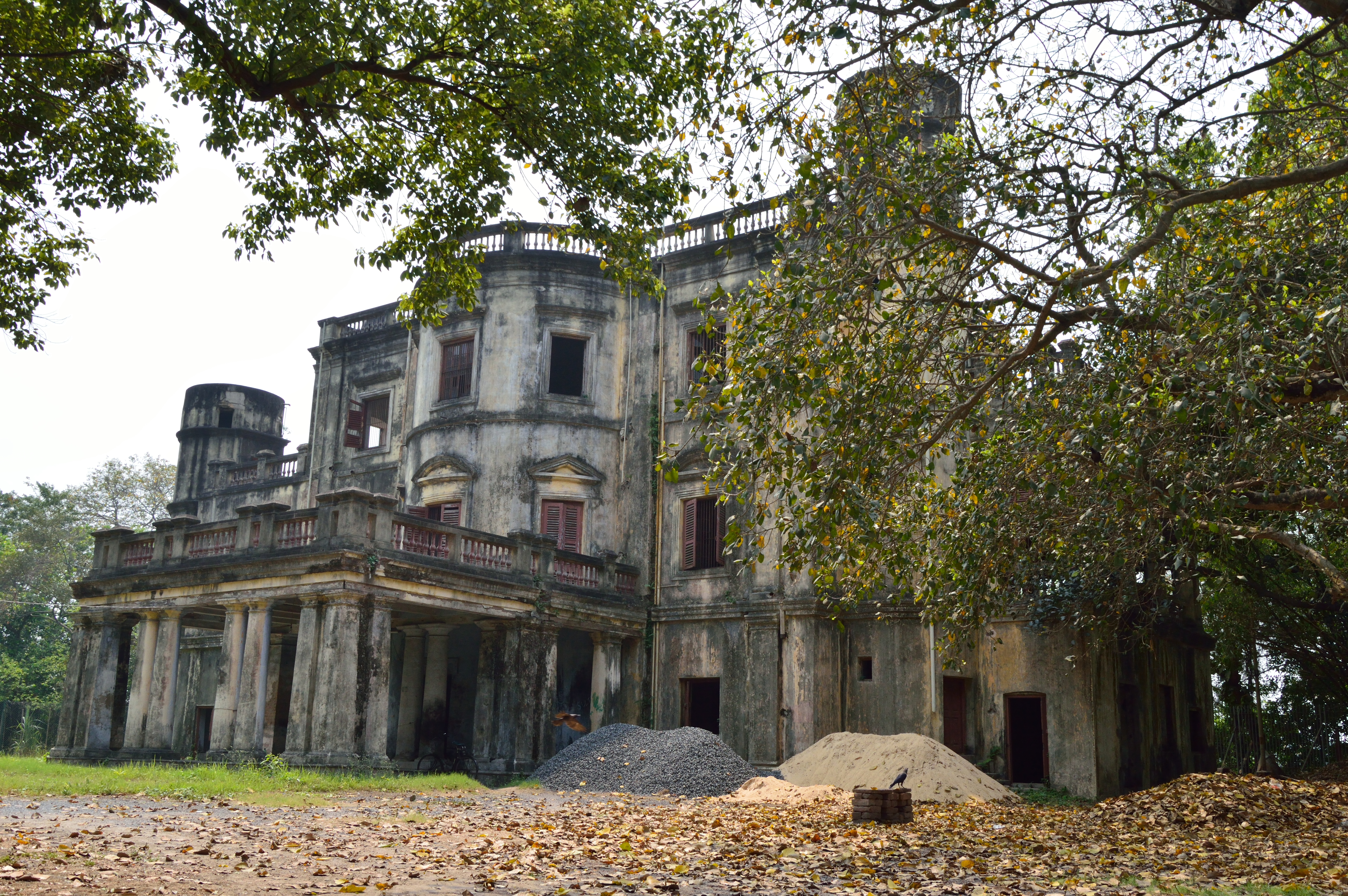
La résidence de Roxburgh, dans le jardin botanique (construite en 1795)